# Conseil de développement du commerce de Hong Kong
Le conseil de développement du commerce de Hong Kong (香港貿易發展局, Hong Kong Trade Development Council), est un organisme semi public créé en 1966 proposant son aide aux entreprises désirant faire de Hong Kong leur plate-forme opérationnelle pour la Chine et l'ensemble de la région.
Avec plus de 40 bureaux dans le monde dont 13 en Chine continentale et 11 en Europe, le HKTDC aide les entreprises à acheter, produire ou vendre en utilisant les partenaires et les services hongkongais adaptés.

## Les services proposés
Le HKTDC propose différents services : 
- rapprochement commercial sur mesure et par le biais d'un service en ligne.
- sourcing : l'agence publie une vingtaine de catalogues renseignant sur les tendances, les produits et les fournisseurs.
- plus d'une trentaine de salons professionnels dans des domaines divers et variés, certains sont les plus grands d'Asie ou du monde.
- information en ligne : nombreuses veilles économiques, informations sectorielles et règlementaires, études de marchés, proposées sur le site en anglais ou sur le site multi-agences partenaire Globaltrade.net
- réseaux